# Neonoen
Neonoen (обычно стилизованное как NeonoeN) — черногорская рок-группа, основанная в 2012 году в Подгорице. Должны были представить Черногорию на «Евровидении-2025» с песней «Clickbait».

## История
Neonoen, основанная в Подгорице в начале 2012 года под названием Neon, является результатом сотрудничества вокалиста Марко Вукчевича и гитариста Илии Пейовича. После ухода нескольких других музыкантов состав окончательно сформировался с приходом басиста Филипа Вулановича и барабанщика Милана Вуйовича.
Несмотря на свою долгую деятельность на местной музыкальной сцене, группа Neon выпустила свой дебютный сингл «Ti i ja solo» в 2018 году, наконец-то начав писать оригинальные песни. В том же году они были гостями музыкальной программы RTCG Obrati pažnju, где исполнили несколько кавер-версий известных песен, таких как «Lonely Boy» группы The Black Keys, «Za laku noć» группы Perper и «Još ne sviće rujna zora» — патриотическую песню Черногории. Примерно три года спустя, в 2022 году, они сотрудничали с Иваном Дечаком, фронтменом хорватской группы Vatra, над песней «Daleko odavde».
В 2023 году, по случаю своего десятого юбилея, группа Neon решила сменить название на Neonoen, чтобы избежать путаницы с другими группами как на национальном, так и на международном уровне. Это изменение сопровождалось выпуском двух неизданных синглов, премьера которых состоялась на фестивале Zabjelo. Выпустив песню «Dok ne udahnem te», группа объявила, что работает над своим первым альбомом, который планируется выпустить в 2024 году.

## Евровидение
10 октября 2024 года было официально объявлено об участии Neonoen в Montesong 2024 — мероприятии, посвящённом выбору представителя Черногории на конкурсе песни «Евровидение-2025», где они исполнили песню «Clickbait». 27 ноября, в финале конкурса, группа одержала победу, заняв второе место как по результатам голосования жюри, так и по результатам зрительского голосования, и таким образом получила право представлять Черногорию на «Евровидении» в Базеле. 
4 декабря 2024 года группа отказалась от участия по причине скандала, связанным с исполнением песни до 1 сентября 2024 года на Festival Kulture Zabjelo, что запрещено правилами конкурса.
В результате, вместо NeonoeN Черногорию на «Евровидении» представила Нина Жижич занявшая на национальном отборе второе место.

## Музыкальный стиль
В интервью для издания All About The Rock Марко Вукчевич описал музыку группы как инди-рок с элементами блюза, рока, хард-рока, хэви-метала, панк-рока и поп-музыки.

## Участники
- Марко Вукчевич — вокал
- Илия Пейович — гитара
- Филип Вуланович — бас-гитара
- Милан Вуйович — барабаны

## Дискография

### Синглы
- 2018 — Ti i ja
- 2018 — Tattoo
- 2019 — Mit
- 2022 — Daleko odavde (при участии Ivan Dečak)
- 2023 — Dok ne udahnem te
- 2023 — Dječak sa vjetrom u kosi
- 2024 — Clickbait